# Ai-Assa (Aldeia)
Ai-Assa ist eine osttimoresische Aldeia im Suco Ai-Assa (Verwaltungsamt Bobonaro, Gemeinde Bobonaro). 2015 lebten in der Aldeia 475 Menschen.

## Geographie
Ai-Assa liegt im Nordwesten des Sucos Ai-Assa. Südlich befindet sich die Aldeia Mazop und südöstlich die Aldeia Oalgomo. Im Westen grenzt die Aldeia Ai-Assa an den Suco Oeleo und im Norden und Osten an den Suco Bobonaro. Entlang der Grenze zu Mazop fließt der Laco, ein Nebenfluss des Loumea. Durch die Nordspitze führt die Überlandstraße von Oeleo nach Bobonaro.
Im Zentrum liegen die Orte Ai-Assa und Mausama (Matusama). Im Dorf Ai-Assa befinden sich der Sitz des Sucos, eine Kapelle und eine Grundschule.

## Politik
2023 wurde Aniceto de Araujo zum Chefe de Aldeia gewählt.